# Kabupaten Kepulauan Anambas
Kabupaten Kepulauan Anambas (indonesiska: Kepulauan Anambas) är ett kabupaten i Indonesien.   Det ligger i provinsen Kepulauan Riau, i den nordvästra delen av landet, 1 000 km norr om huvudstaden Jakarta. Antalet invånare är 42 040.